# Michel Carrade
 (octobre 2022).
Si vous disposez d'ouvrages ou d'articles de référence ou si vous connaissez des sites web de qualité traitant du thème abordé ici, merci de compléter l'article en donnant les références utiles à sa vérifiabilité et en les liant à la section « Notes et références ».
 (octobre 2022).
Michel Carrade, né le 8 août 1923 à Tarbes (Hautes-Pyrénées) et mort le 4 septembre 2021 à Saïx,, est un peintre français de l'abstraction lyrique.
Il appartient au groupe dit de l'École de Paris. Mais son œuvre subit un profond remaniement en 1969 qui l'oriente vers un travail sur la lumière à partir de la seule couleur prise au plus près de ses qualités physiques comme support de sa recherche.

## Biographie
Peu après la Libération, il monte seul à Paris où il séjournera de manière rudimentaire dans un hôtel rue du Jour près des Halles.

Dès cette époque, il se rapproche en même temps d'un groupe actif de peintres (dont Maurice Garrigues) qui se réunit à l'Atelier 7 à Castres dans le Tarn, où il rencontrera Christian d'Espic, Paul Enjalbert, Maurice Laboye, Jacques Villon, Hans Bellmer et d'autres. Mais dès cette époque aussi, il expose à la galerie Arnaud à Paris parmi toute la jeune génération de l'abstraction lyrique : Zao Wou Ki, Soulages, Gauthier, Debré, Fichet, Lanskoy…

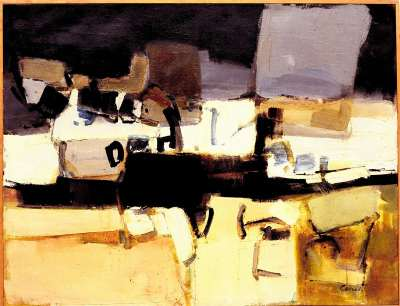

Pour Michel Carrade, cette période des années cinquante est fertile en recherches et contacts avec nombre d'amis et de relations qui s'efforcent activement de comprendre les raisons de cette peinture renouvelée si vigoureuse. « S'il partage sa vie parisienne et laborieuse entre son atelier et son enseignement d'arts plastiques à l'École alsacienne, il ne mélange jamais ses pas. Et cette vie épuisante qu'il coupe, en été, d'un séjour dans le Languedoc, est soudainement rayée au contact d'une lumière différente. Le peintre se plaît à renouer avec une existence rurale, un calme végétal, des amitiés qui lui sont chères. Il retrouve un atelier nu et s'acharne contre cette nudité qui est un peu la sienne : il peindra des nuits entières pour réchauffer, comme il dit, ce vaste et haut grenier afin qu'il devienne une cellule où l'on fabrique du soleil » (Gaston Puel).
Durant cette période, il expose souvent à l'étranger dans des Salons ou des expositions de groupes.
En 1960, le philosophe Jean Grenier, qui a lu Michel Seuphor et J.C. Lambert, et qui s'intéresse à ce mouvement des jeunes artistes parisiens, écrit à Michel Carrade pour convenir d'une émission à la radio avec seize autres peintres abstraits. Cet entretien à la RTF (ainsi que les autres) sera publié en 1963 chez Calmann-Lévy après relecture par chacun des entretiens diffusés.
En 1963, Michel Carrade entre à la Galerie Jeanne Bucher (jusque dans les années 1980) sur invitation de son directeur d'alors, Jean-François Jaeger. Il y fait une première exposition monographique qui s'avère tout aussi prometteuse que celles de la Galerie Arnaud (qu'il est alors obligé de quitter), et qui amène d'autres participations à l'étranger et en France, tandis que Jean Guiraud œuvre de son côté pour faire connaître Carrade en Belgique. Ayant gardé contact depuis 1951 avec Claude Parent, Carrade lui fera connaître Paul Virilio et, avec le sculpteur Morice Lipsi, il se trouve embarqué dans l'aventure d'Architecture Principe, mouvement qui prône par l'intermédiaire de sa revue éponyme (et d'interventions et de réalisations architecturales diverses de Parent et Virilio) un principe d'obliquité pour une architecture qui favorise les circulations (au lieu de les traumatiser par les verticales heurtant les horizontales). Ce groupe se nommera Architecture oblique. Ceci est cité, entre autres, par Roger Taillibert dans son discours du 15 mars 2006 pour la Réception de Claude Parent à l'Académie des Beaux-Arts (Section Architecture). Au fur et à mesure que sa peinture évolue vers un jeu de bandes de couleurs destiné à en produire la lumière qui en résulte, il participe à d'autres nombreuses expositions, notamment avec son ami l'écrivain Charles Juliet. Il devient en 1967 professeur d'art plastique à l'École des Beaux-Arts de Paris, section Architecture U.P.6. En 1968, il organise avec le peintre Albert Chaminade, son collègue professeur de dessin comme lui à l'Ecole alsacienne, l'exposition "du jeu au signe" au Département de l'ARC, Musée d'Art moderne de la ville de Paris. A partir de 1983 jusqu'en 1989 il est nommé professeur de dessin à l'Ecole Camondo par son directeur Roger Fatus.
En 1989, il déménage avec son épouse dans leur maison du Sud-Ouest. Un transfert de poste le déplace comme professeur de dessin (de première catégorie) à l’École d’architecture membre de l'Université de Toulouse II - Le Mirail (jusqu’en 1991). C'est dans cette Université que son ami Jean Guiraud (qui deviendra, lui, professeur à Louvain) se rendra le 10 avril 1996 pour prononcer une conférence à l'initiative de Bertrand Meyer Himoff sur l'œuvre de Carrade. Cette intervention constitue le texte qu'il publiera en 2004 chez Didier Devillez éditeur à Bruxelles, L'énergétique de la couleur, réflexion sur l'œuvre de Michel Carrade.
Il meurt le 4 septembre 2021 des suites d'une dégénérescence neurologique associée au développement d'un cancer tardif.

## Expositions
Cette recension ne concerne que les expositions du vivant du peintre.
Les expositions monographiques sont indiquées en majuscules grasses. Les expositions indiquées en régulières noires sont des expositions de groupes ou des salons:
- 1941 - Artistes indépendants Castrais, sous l'égide de Maurice Garrigue, Castres (cité dans G.L Marchal,  À propos d'artistes plasticiens Castrais du XXe siècle , Dictionnaire, Société culturelle du Pays castrais, 4e trimestre 2002)
- 1951 - Salon des Réalités Nouvelles, Paris
- 1952 - Galerie Arnaud, Paris
- 1952 - Salon de Mai, Musée d'Art moderne de Paris, Paris
- 1952 - Premier Salon d'Octobre (organisé par C. Estienne), Salle André Baugé, Paris
- 1953 - du 5 au 19 mars -Galerie Arnaud, Paris
- 1953 - Divergences 1, Galerie de Babylone[14]
- 1953 - Salon de Mai, Musée d'Art moderne de Paris, Paris
- 1953 - Esposizione du grupe della Galleria Arnaud à la Galleria S. Fedele, Milan, Italie
- 1953 - Der Kreis, Vienne, Autriche
- 1953 - Première exposition de peinture et sculpture contemporaines, Aix-en-Provence
- 1953 - Carrade - du 5 au 18 novembre -Galerie Arnaud
- 1954 - Galerie Arnaud, Divergences 2 : Nouvelles Situations (présenté par R.V. Gindertael), Paris (Willy Anthoons, Gilbert Araceli, Gianni Bertini, Huguette Arthur Bertrand, Michel Carrade, Horia Damian, Jean Deyrolle, Jacques Doucet, Joseph Dudley Downing, Natalia Dumitresco, André Énard, Pierre Fichet, Oscar Gauthier, Gerdur, Émile Gilioli, Gottfried Goebel, Hans Hartung, Nicolas Ionesco, Alexandre Istrati, Paul Jenkins, Horst-Egon Kalinowski, John-Franklin Koenig, Antonio Riviera Lago, René Legrand, Maria Manton, Charles Maussion, Jean Milo, Wilfrid Moser, Louis Nallard, Martha Pan, Edgar Pillet, Lutka Pink, Gérard Schneider, Pierre Soulages, François Stahly, Jean Tinguely, Claude Viseux, François Wendt) - juillet août septembre
- 1954 - Galerie de Babylone
- 1954 - Salon de Mai, Musée d'Art moderne de Paris, Paris
- 1954 - L'Atelier d'Art Plastique Castrais, Chambre de Commerce de Castres
- 1955 - Carrade, Fichet, Galerie Numero, Florence, Italie
- 1955 - Galerie Lucien Granier, Castres
- 1955 - Galerie Arnaud, Divergences 3 : Tournant décisif, (présenté par H. Wescher), Paris
- 1955 - Jeune peinture française en Allemagne, Stadliche Kunsthalle, Kannhein, Allemagne
- 1955 - 17 Peintres de la Génération Nouvelle, (présenté par M. Ragon) Galerie Kléber, Paris
- 1955 - Galerie Arnaud, Réhabilitation de la gouache, Paris
- 1955 - Galerie de Babylone, Paris
- 1955 - Salon de Mai, Musée d'Art moderne de Paris,
- 1955 - Salon d'Automne de Lyon
- 1955 - Salon Comparaisons, Paris
- 1955 - Salon des Nouvelles Réalités, Paris
- 1955-56 - L’Aventure de l’Art abstrait (à l’occasion de la sortie du livre de M. Ragon portant ce titre [Robert Laffont, 1956], Galerie Arnaud, Paris
- 1956 - Musée d'Amiens, Permanence de l'Art, Amiens
- 1956 - Cinq Peintres français, (Gauthier, Koenig, Bertrand, Fichet, Carrade) Galerie Birch, Copenhague, Danemark
- 1956 - Galerie de Babylone, Paris
- 1956 - Présence du Bleu, (préfacé et organisé par J.C. Lambert), Galerie La Roue, Paris
- 1956 - Stedelijk Museum Amsterdam, Amsterdam, Hollande
- 1956 - Salon de Mai, Musée d'Art moderne de Paris, Paris
- 1956 - Galerie Arnaud, Paris
- 1956 - Museum Aachen, Austellung Gemeinshaft junger europaïsher Künstler, Aachen, Allemagne
- 1956 - Salon des Nouvelles Réalités, Paris
- 1956 - Salon Comparaisons, Paris
- 1956 - Galerie Arnaud, Divergences 4 : La peinture actuelle (présenté par Michel Ragon), Paris
- 1957 - Galerie Les Contemporains, Bruxelles, Belgique
- 1957 - Dialogue en couleurs franco-allemand, Galerie Inge Alhers, Mannheim, Allemagne
- 1957 - Quatre Peintres : Affinités (présenté par Michel Ragon), Galerie Arnaud, Paris
- 1957 - Moser, Lagage, Staritsky, Carrade, Wessel (présenté par Herta Wescher) Galerie Louis Carré, Paris[15]
- 1957 - Cinquante Ans de Peinture abstraite (présenté par M. Seuphor), Galerie Creuze, Paris
- 1957 - Stedelijk Museum Amsterdam, Schiedam, Hollande
- 1957 - Musée des Arts Décoratifs, Biennale de la Jeune Peinture, Paris
- 1957 - Quatre Peintres : Affinités (présenté par M. Ragon) Cité Radieuse, Nantes-Rezé
- 1957 - Premio Lissone IInternazionale di Pittura (Prix Lissone), Italie
- 1957 - Salon des Nouvelles Réalités, Paris
- 1957 - Salon Comparaisons, Paris
- 1957 - Quatre Peintres : Affinités (présenté par M. Ragon), Festival d’Avant-Garde, Berlin, Allemagne
- 1957 - Troisième Salon d'Évreux, Évreux
- 1958 - Carrade, Fichet, Starisky, préface H. Wescher, Galerie Parnass de Jährling, Wuppertal, Allemagne
- 1958 - Galerie Arnaud, Paris
- 1958 - Galerie Arnaud, Divergences 6 : Salut au Baroquisme, (présenté par Michel Ragon, œuvres de Bertrand, Carrade, César, Jean Deyrolle, Feito, Gauthier, Koenig, Tanaka e altri.), Paris
- 1958 - 8 Painters of the Gallery Arnaud, Cleveland, États-Unis
- 1958 - Rencontres d'Octobre, Nantes
- 1958 - La jeune Peinture française, Galerie Birch, Copenhague, Danemark
- 1958 - Salon des Nouvelles Réalités, Paris
- 1958 - Salon Comparaisons, Paris
- 1958 - Salon L'Art présent, Toulouse
- 1958 - Richesses du Tarn, Réalmont
- 1959 - École de Paris, Musée de Mannheim, Allemagne
- 1959 - La Jeune École de Paris, Galerie Antonio Souza, Mexico, Mexique
- 1959 - Secundo Premio Lissone Internazionale di Pittura (Prix Lissone), ville ?, Italie
- 1959 - Prix de la Critique belge, Palais des Beaux-Arts, Charleroi, Belgique
- 1959 - Musée de Grenoble, Peintres contemporains, Grenoble
- 1959 - Salon des Nouvelles Réalités, Paris
- 1959 - Salon Comparaisons, Paris
- - 1959,  Richesses du Tarn, Réalmont
- 1959 - 10 reproductions et 2 bois gravés, mis en pages par Robert Droguet, Gaston Puel, Carrade, Carnet 2, Syntaxe, Besacier édit. Lyon
- 1959-60 - Divergences 6 : Salut au Baroquisme, Musée de Verviers, Belgique
- 1960 - Église de de Jésus travailleur (Bruxelles, St Gilles), un vitrail (environ 2,5 m de hauteur) exécuté dans l'atelier de Paul Viriglio (qui modifiera son nom en Virilio plus tard)
- 1960 - Divergences 6 : Salut au Baroquisme, Musée de Liège, Belgique
- 1960 - Galerie Arnaud, Paris
- 1960 - Salon des Nouvelles Réalités, Paris
- 1961 - École de Paris, Galerie Charpentier, Paris
- 1961 - Freie Müchener und Deutsche Künstlerschaft E.V., Munich, Allemagne
- 1961 - Salon Comparaisons, Paris
- 1961 - Salon des Nouvelles Réalités, Paris
- 1961 - Exposition de groupe, École Villegoudou, Castres
- 1962 - Seattle World's Fair, Seattle, États-Unis
- 1962 - Salon Comparaisons, Paris
- 1962 - 4 gravures originales hors texte dans Pierre-André Benoit (40 exemplaires tirés), Devant personne, Alès, PAB édit.
- 1962 - 8 H.C. avec gouache originale (20 exemplaires tirés), d’Un Lieu mortel, José Corti, édit.
- 1963 - Galerie Jeanne Bucher, Paris
- 1963 - Tredicesimo Premio Lissone internazionale di Pittura (Prix Lissone), ville ? Italie
- 1963 - École de Paris 1963, Galerie Charpentier, Paris
- 1963 - Salon des Réalités Nouvelles, Paris
- 1963 - 5 bois gravés (1 à 30), Jean Luissel, Via Poussière, La Fenêtre ardente édit.
- 1964 - Musée de Verviers, Belgique
- 1965 - Galerie Paul Bruck, Luxembourg
- 1965 - Galerie Alice Juillard, Versailles
- 1965 - Mille Ans de Vitrail, Musée de Strasbourg Acquisition d'un vitrail de Carrade (en collaboration avec Paul Virilio) par le Musée (verres colorés, plomb, mastic, acier, 92,9 x 80,3 cm.
- 1965 - Promesses tenues, Musée Galliéra, Paris
- 1965 - Collections privées du Grand Duché de Luxembourg, Musée de Verviers, Belgique
- 1965 - 20e Salon des Réalités nouvelles, du 5 au 27 avril, Musée municipal d'Art moderne, avenue du Pt Wilson, Paris.
- 1965 - Galerie Paul Fachetti, Paris[16]
- 1965 - Maison de la Culture, Caen
- 1966 - Équivalences, Galerie Alice Julliard, Versailles
- 1966 - Les Peintres d'Aujourd'hui, Galeries Lafayette, Paris
- 1966 - Moser, Agayo, Segui, Carrade, Galerie Jeanne Bucher, Paris
- 1966 - Maison de la Culture, Le Havre[17]
- 1966 - 1 pochoir, (numéroté 1 à 40), Neuf Poèmes d’Amour, Jean Todrani[18],[19], Gaston Puel édit.
- 1967 - Galerie Jeanne Bucher, Paris
- 1967 - Exposition collective, La FNAC, Paris
- 1967 - Pavillon français de Montréal, Montréal, Canada
- 1967 - Une Aventure de l'Art abstrait (présentée par Michel Ragon), Musée Galliéra, Paris
- 1968 - Une Aventure de l'Art abstrait, Musée d'Orléans[20]
- 1968 - Französisches Kultur Institut, Cologne, Allemagne
- 1968 - L'Art de Vivre, Grand Palais, Paris
- 1968 - Peintres d'Aujourd'hui, exposition itinérante, Prague, Tchéquie
- 1969 - Organisation de l'exposition pédagogique Du Jeu au Signe : l'expression plastique à l'École Alsacienne, (en collaboration avec Albert Chaminade et Brigitte Le Caisne) Musée d'Art moderne de Paris, décembre
- 1969 - Galerie de l’A.P.I.A.W., Liège, Belgique
- 1969 - Michel Carrade, Galerie de Montréal, (préface au catalogue de l'exposition Jean Guiraud), Montréal, Canada
- 1969 - Musée de Verviers, Belgique[21]
- 1969 - Noir et Blanc, salle des expositions, Vitry-sur-Seine
- 1969 - Interférences Poètes-Peintres, Galerie Daniel Templon, Paris
- 1971 - Maison de la culture de Caen[22]
- 1971 - Galerie Il Gabiano, La Spezia, Italie
- 1971 - Galerie Carrefour, Bruxelles, Belgique
- 1972 - Galerie Il Gabbiano La Spezia, Italie. Vernissage le 22 avril 1972
- 1973 - 1 aquarelle dans Jean Rousselot, Dormance, Le Bouquet édit.
- 1975 - Galerie Carrefour, Bruxelles, Belgique
- 1976 - 65 peintres et sculpteurs témoignent leur amitié à Roger van Gindertael (Abboud, Aguayo, Bergman, Bertrand, Bissière, Bitran, Bouqueton, Bryen, Busse, Carrade, Couy, Chapoval, Chastel, Coppel, Debré, De Staël, Dimitrienko, Domela, Doucet, Dumitresco, Fiorini, Fontené, Gauthier, Germain, Gilioli, Gillet, Grigoresco, Greis, Hajdu, Hartung, Hossiasson, Istrati, Karskaya, Lanskoy, Lapique, Lardera, Latorre, Lipsi, Leppien, Lesieur, Louttre, Manton, Marfaing, Milo, Miotte, Moser, Nallard, Pagava, Pallet, Penalba, Poliakoff, Pougny, Reichel, Renaud, Rustin, Saur, Selim, Schneider, Soulages, Szenès, Vano, Van Haardt, G.Van Velde, Vulliamy, Weber Lipsi, Wendt, Zack) du 23 au 31 janvier, simultanément galerie Ariel, 140, Bd Haussmann, Paris et galerie Jeanne Bucher, 53 rue de Seine, Paris.
- 1978 - 2 lithographies (numérotées 1 à 80) dans Charles Juliet, Croissances, Thierry Bouchard éd.
- 1980 - Peintres de l'Abstraction Lyrique à Saint-Germain-des-Prés 1946-1956, Mairie annexe du VIe Arrondissement de Paris, 5 juin - 6 juillet. Exposition organisée par la Délégation de l'Action artistique de la Ville de Paris. Avec Arnal, Atlan, Bellegarde, Bertini, H.A. Bertrand, Bitran, Bryen, Carrade, Debré, Dmitrienko, Doucet, Dumitresco, Duvillier, Fichet, Francis, Gauthier, Georges, Germain, Gillet, Guitet, Hains, Hartung, Istrati, Kawun, Koenig, Laubiès, Longobardi, Loubchansky, Manton, Matthieu, Messagier, Moulin, Moser, Nallard, Poliakoff, Pons, Quentin, Raymond, Riopelle, Schneider, Serpan, Soulages, Sugai, Tsingos, Wols, Zao-Wou-Ki.
- 1980 - 1 eau forte dans Gaston Puel, Terre-plein, coll. Terre, Thierry Bouchard éd.
- avril- mai 1980, Centre culturel français, Rome (Italie) « video ergo sum », (Brassel, Carrade, Deloule, Drouilly, Plant, C.Marchadour, J.P.Marchadour, Nourry, Pautre, Rosset, Rosiu, Sialelli)
- 1982 - Galerie Regards, Dessins Carrade, Guittet, Hossiassion, Tourlière, Paris
- 1983 - Galerie Chappe-Lautier, Toulouse
- 1983 - École des beaux-arts[23], Clermont-Ferrand
- 1984 - 16e Mòstra del Larzac, Abstraction au carré, du 14 juillet au 15 septembre, (avec Ayme, Barillot, Bascands, Bentajou, Boyer, Bru, Bugarin, Busquet, de Cambiaire, Denax, Di Beggio, de Dinechin, Duguy, Dulaut, Enjalbert, Fauché, Féraud, Fourquet, Gray, Krebs, Lapoujade, Lunal, Métivier,, Noël, Marfaing, Pascal, Pécheur, Plagnol, Rouzaud, Sarthou, Signoles, Soulages, Stanislas, Teisserenc, Valette, Vern).
- 1985 - Galerie d’Oultremont, Bruxelles
- 1985 - Chapelle romane de Balazuc[24], Balazuc, Ardèche
- 1985 - 1 lavis (numéroté 1 à 33, enrichi d’un lavis original) dans Isabelle Baladine Howald, Nuit d’amour, un livre, chez Passage, édit.
- 1986 - Galerie Didier Fettweis, Jalhay, Belgique[25]
- 1986 - 3 gravures, dans Gaston Puel, le Cep de la Nuit, coll. de l’Érable (30 exemplaires numérotés), Les Cahiers du Confluent, édit.
- 1986 - d'Espic et ses amis, Bibliothèque de Castres
- 1987 - I.M.M.C. Baudouin Lacroix, Liège, Belgique
- 1987 - 1 illustration de couverture, de Gaston Puel, Au feu, le Dé bleu édit.
- 1988 - Galerie Didier Fettweis, Jalhay, Belgique
- 1988 - Galerie Art Prestige, Paris
- 1988 - Réalisation de 7 peintures murales pour le Collège Vincent D'Indy (Claude Parent architecte), Paris
- 1988 - 1 pochoir (numéroté 1 à 30, pochoir original) dans Charles Juliet, Pour Michel Leiris, Fourbis édit.
- 1989 - Exposition associée à la signature du livre de Charles Juliet, Pour Michel Leiris, à la Librairie Galerie Biffures, Paris
- 1989 - Union des Arts Décoratifs, École Camondo, Paris
- 1989 - Petits Formats, Œuvres sur Papier II, Galerie Bernard-Davignon, Paris
- 1989 - La Peinture des années 60, Le Majorat à Villeneuve-Tolosane et Odyssud à Blagnac
- 1989 - Poètes Sologne, Château des Stuarts, Aubigny-sur-Nère
- 1989 - Castres, trois Ateliers, Centre Régional d'Art Contemporain Midi-Pyrénées, Labège-Innopole
- 1989 - Abstraction lyrique... des années cinquante à aujourd'hui, Galerie Bernard-Davignon, La Trottinette, Cholet
- 1989 - Geste Lumière Couleur, groupe de neuf peintres, Galerie Bernard-Davignon, Paris
- 1990 - Jean Grenier : regards sur la Peinture 1944-1971, Musée des Jacobins, Morlaix
- 1990 -  Nouvel Espace , exposition d'ensemble, du 29 septembre au 14 octobre, Galerie Didier Fettweis, Spa (Belgique).
- 1991 - Petits formats récents, Galerie Didier Fettweis, Spa, Belgique
- 1991 - Matière et réflexion (avec Eugène Leroy et Marinus Boezem), Centre d'art contemporain, Castres
- 1991 - 1 illustration de couverture, Sud, revue littéraire bimestrielle, no 92/93, Sud édit.
- 1992 - Salle du Grenier du Chapitre, Cahors
- 1992 - Illustration de couverture (Composition, 1991) de Gaston Puel, L’Âme errante, le Dé bleu et le Noroît, édit.
- 1993 - Michel Carrade, Mairie de Graulhet
- 1993 - Grands et jeunes Maîtres d'Aujourd'hui, Galerie Didier Fettweis, Verviers, [Belgique
- 1994 - Empreinte d'un Territoire II et Découvertes, trente artistes de Midi-Pyrénées, Abbaye de Beaulieu, Ginals.
- 1995 - Le Proche et le Lointain, Musée des Beaux-Arts, Montauban[26], et Musée de Pau[27]
- 1995 - Dessins d'Artistes, Galerie Les Cahiers de l'Atelier, Toulouse
- 1995 - Rencontres de Charles Juliet, Musée Hébert, La Tronche
- 1996 - Un jour une œuvre, Michel Carrade, Centre d’initiative de l’Université de Toulouse-Le Mirail (conférence par Jean Guiraud), Toulouse
- 1996 - Space Time : Francis Herth - Michel Carrade - Georges Meurant - Marthe Velle, Galerie Damasquine, Bruxelles, Belgique, (texte de Jean Guiraud).
- 1996 - 100 Peintres de l'École de Paris 1945-1975 Maison de l'Unesco, Paris
- 1996 - Moires et Mémoires, Rabastens 2e Regard, Rabastens
- 1996 - 3 peintures au pochoir dans Gaston Puel, L’Herbe de l’Oubli (533 exemplaires), Thierry Bouchard et Yves Prié édit.
- 1996-début 1997 - Gaston Puel, Michel Carrade, Pierre-André Benoit, Musée Pierre-André-Benoit, Alès
- 1997 - Le regard, ou comment l'invisible prend forme, Xe Journée d' Étude de l'Association Écho Saint-Simon, Toulouse
- 1997- début 1998 - Selectie van kleine Formaten - Carrade, Giannini, Georges Meurant, Nash, Smith, Progressive Art Gallery, Knokke-le-Zoute, Belgique
- 1998 - Charles Juliet et ses peintres : Bram van Velde, Soulages, Carrade, Bibliothèque Municipale, Pau[28]
- 1999 - Galerie Damasquine, Bruxelles[29]
- 1999 - Tal Coat, Bruce Dorfman, Jephan de Villiers, Michel Carrade, Art Gallery, Le Bateau Fou, Roseline Koener, Westhampton, New York, États-Unis
- 1999 - "Comme un cahier ouvert", Interview par Laurent Boudier, "Télérama Hors-série", n° spécial Toulouse-Lautrec, p.70-71, rubrique : Douze regards d'aujourd'hui.
- 2000 - Les Années de Combat, Domaine départemental et de Culture du Château d'O[30], Montpellier
- 2000 - Les Années de Combat, Galerie des Franciscains[31], Saint-Nazaire
- 2000 - Michel Carrade, Art Gallery Le Bateau Fou, Roseline Koener, Westhampton, New York, États-Unis
- 2001 - Psychedelia (Michel Carrade - Georges Meurant - Jean-louis Bentajou - Carrie Yamaoka et alii), Galerie Aeroplastics, Bruxelles, Belgique
- 2001 - De la Peinture. Bentajou, de Cambiaire, Carrade, Harding[Lequel ?], Meyer-Himhoff, Maison des Jeunes et de la Culture. Roguet, Toulouse
- 2001 - Michel Carrade expose au Comité d'Établissement Astrium , Matra, Toulouse
- 2002 - Galerie Mémoires[32], Albi
- 2002 - Les Années de Combat, Hôtel du Département, Orléans
- 2002 - La Nouvelle École de Paris-1941-1965, Centre d'Art contemporain, Abbaye de Beaulieu-en-Rouergue, Ginals.
- 2002 - Sur plusieurs Tableaux, Collection contemporaine des Abattoirs de Toulouse, Château de Taurines, Cassagnes-Bégonhès
- 2003 - Galerie Léon Keuninckx, Grand-Rechain, Belgique
- 2004 - Peintres de la Galerie et Arts premiers (Robert Barthez, Marc Bastier, Michel Carrade, Ludger Gerdes, Jacques Haramburu, P. Kowalski, Jean Messagic, Pierre Nivolet, Claude Viallat, Galerie Mémoires, Albi
- 2004 - Épis de faîtages. Couleurs de Michel Carrade, Maison de la céramique contemporaine[33], Giroussens
- 2004 - 50 ans de Coups de Cœur, Musée de Verviers, Belgique
- 2004 - Galerie Didier Devillez[34], (préface-invitation de Jean Guiraud), Bruxelles, Belgique
- 2005 - Carte blanche à Charles Juliet, Échanges culturels Bullukian, Maison des Écritures, Lyon
- 2005 - Petits formats de grands artistes (Michel Carrade - Georges Meurant - Bogaert Gaston - Downing Joe - Salazar Luis et alii), Galerie Léon Keuninckx, Grand-Rechain, Belgique
- 2005-début 2006 - Vœux d'Artistes, Galerie Mémoires[32], Albi
- 2006 - Empreintes d'un Territoire III, Œuvres nouvelles en Midi-Pyrénées, Abbaye de Beaulieu-en-Rouergue, Ginals
- 2006 - Chez Megan Brown et Stephan Marquardt (en collaboration avec la Galerie Didier Devillez et sur recommandation des Galeries Damasquine et Aeroplastics), Bruxelles, Belgique
- 2007 - Galerie Kandler, Toulouse
- 2007Galerie Didier Devillez Couleur-Lumière VibrationsI, (avec J.L. Bentajou, J.L. Herman, G. Heyrrens, G. Meurant), Bruxelles
- 2007 - Galerie Mémoires, 10e Anniversaire, (Barthez, Bastier, Berthalon, Carrade, Haramburu, KRM, Le Caisne, Rennié), Albi.
- 2008 - Galerie Mémoires, Albi, Vœux d’artistes (Albinet, Barthez, Bastier, Carrade, Cros, Haramburu, Le Caisne, Lecire, Rennié, Sirven), du 12 décembre au 10 janvier 2009.
- 2009 - Galerie Devillez[34], Bruxelles, Belgique, 7 mai 2009-20 juin 2009
- 2009 - Michel Carrade - Galerie Mémoires[35], Albi, 19 juin 2009- 8 août 2009
- 2009 - Da Hartung a Warhol, Prezence internazionali nella collectione Cozzani, CAMeC, Centre d’Art moderne et contemporain de la Spezia (Italie) du 25 septembre au 3 novembre.
- 2009 - 12 décembre 2009-2 janvier 2010- Petits Formats ( Barthez, Bastier, Carrade, Haramburu) Galerie Mémoires[32], Albi.
- 2010 - du 9 avril au 13 juin 2010 - Créateurs contemporains en Midi-Pyrénées, Rencontres d’Art 2010 (Biraben-Berthelot-De Cambiaire- Carrade - Chevalier-Cote-Couton-Desigaud-Di Matteo-Jorda-Juliard-Louttre—Suzanne-Trotereau) Musée Ingres, Montauban
- 2010 - 3 juin - 24 juin - Michel Carrade peintures, Galerie Anima[36], Lézat-sur-Lèze
- 2010 - 2 juin - 10 juillet, Michel Carrade, peintures, gouaches, dessins, (12 juin 2010, signature de sa monographie), Galerie Kandler, Toulouse
- 2010 - 18 juillet-19 septembre, Michel Carrade Peintures, (dimanche 22 août 2010 à partir de 17h30, signature de sa monographie), Musée Raymond Lafage[37], Lisle-sur-Tarn
- 2010 - 10 décembre 2010-8 janvier 2011 - Petits Formats, Albinet, Carrade, Le Caisne, Haramburu, Galerie Mémoires[35], 19 rue Toulouse-Lautrec, Albi
- 2011 - du 5 mai 2011 au 28 mai 2011 - Galerie Didier Devillez, Bruxelles, couleur-lumière Vibrations (Jean-Louis Bentajou, Michel Carrade, Jean-Luc Herman, Gilbert Heyrrens, Georges Meurant)
- 2011 - du 15 novembre au 9 décembre -  Michel Carrade - Le Carmel, vernissage le mardi 15 novembre 2011 - Chapelle du Carmel, 14 rue Théophile Gauthier, Tarbes (exposition accompagnée d'un film de Michel Dieuzaide sur Michel Carrade L’Atelier de Couleurs (36 min, produit par CUMAV64 2011).
- 2012 - du 17 janvier au 15 février - Mes Moires au Mirail, Une sélections d’artistes ayant exposé à l’UTM depuis 1979, Université de Toulouse II - Le Mirail/CIAM La Fabrique/Le Cube et le Tube (Centre d'initiatives Artistiques de l’Université Toulouse II - Le Mirail).
- Juillet 2012, Un Mois Une Œuvre - Michel Carrade (1923), Galerie Didier Devillez[34], 53 rue E. Van Drissche, Bruxelles
- 2013 - 7 février - 7 mars - Michel Carrade, peintures, dessins, Centre culturel Bellegarde, Espace Bonnefoy et Espace St Cyprien, Mairie de Toulouse
- 2013 - du 14 au 28 septembre 2013 - Abstract/Abstractions, Minerva Art et Culture présente 17 artistes en 4 lieux à Toulouse (Espace Bonnefoy, espace W31 du Crédit Agricole, Galerie Art Sud, Maison des Associations[38]) : Michel Carrade (invité d'honneur).
- 2013 - du 13 décembre au 11 janvier 2014 - Albinet, Carrade, Le Caisne, et Nouvelles acquisitions Art Afrique, Galerie Mémoires, Albi
- 2014 - 17 février-28 mars, Michel Carrade Un froissement du regard , Galerie Mirail studio[39], La Fabrique, Université Toulouse-Le-Mirail, Toulouse.
- 2014 - du 19 au 22 avril - OFF Brussels / Galerie Didier Devillez. Michel Carrade, Dany Danino, Georges Meurant, Tim Porter, Paul Schrobiltgen, Bruxelles - Tour et Taxis.
- 2014 - du 7 juin au 23 novembre - 14e International Architecture Exhibition - La Biennale Di Venezia, Arsenal[40], Pavillon central des Jardins, Venise, reconstitution du salon oblique de Claude Parent à Neuilly, avec des reproductions d'une peinture et d'un lavis de Michel Carrade.
- 2014 - 29 juin - 30 septembre, Michel Carrade, Maison Patrimoniale de Barthète- Boussan, Allée de Barthète, 31420 Boussan
- 2015 - 21 mars - 17 mai, Michel Carrade, équations chromatiques, Musée du protestantisme[41], La Ramade, Ferrières
- 2017, 15 mai - 7 juillet, Dessins, Michel Carrade, Didier Cros, Galerie Mirail Studio[42], 5 allée A. Machado, 31058 Toulouse
- 2017, 14 juillet - 27 août, École de Paris et Jeune Peinture (Yves Alix, Michel Carrade, Christian d'Espic, André Lhote, Édouard Mac'Avoy, Roger Montané, Jacques Villon, Robert Wogensky...), Galerie 50, La Cadière-d'Azur.
- 2017 - 21 juillet - 27 août, Michel Carrade : Espace et tension, (peintures et dessins), Salles d'exposition de l'Hôtel de Rochegude, parc Rochegude, 28 rue de Rochegude, Albi
- 2017, 21 juillet - 27 août,  Galerie Mémoires, Albi, Michel Carrade
- 2017-2018 - 12 septembre 2017 au 31 janvier 2018, Galerie Françoise Livinec, 24, rue de Penthièvre, 75008 PARIS (www.francoiselivinec.com), Comme un paysage.
- 2018, 19 - 23 mars, participation à "L'art de la couleur", I.G.S (en collaboration avec les Abattoirs-FRAC Toulouse). 31700 Blagnac, avec G. Asse, O. Beer, P. Colin, E. Cronica, F. Hyber, A. Marfaing, B. Pagès, E. Pignon.
- 2018, 5 -18 avril "Art Paris Art Fair", Grand Palais, avenue W. Churchill, 75008 Paris
- 2018, 10 mai - 2 septembre, Exposition "La Marge au Centre", École des filles, 25 rue du Pouly, 29690 Huelgoat (Finistère)
- 2018, 18 - 22 octobre, "Art Élysées Art et Design, Paris
- 2019, 8 juin - 7 septembre, Michel Carrade, Peintures, Galerie de la librairie Ombres blanches, , rue Mirepoix, Toulouse
- 2020, 31 janvier - 14 mars,  Michel Carrade, Le sursaut de la couleur, peintures, gouaches et dessins, galeries Françoise Livinec,  ", 24 rue de Penthièvre, 75008 Paris  (en partenariat avec le Musée du Bois de Revel)
- 2020, 8 février - 30 mai, Michel Carrade, Couleurs vibratiles, exposition rétrospective, Musée du Bois et de la Marqueterie - Centre d'art contemporain (https://museedubois.com), 31250 Revel, 13 rue Jean Moulin, Exposition prolongée après le confinement national de protection contre le covid-19 jusqu'au 31 août 2020.
- 2021, 30 janvier-3 avril, Peintures, (Alain Alquier, Louis Nallard, Michel Carrade, Jacques Fauché, Patrick Bilheran, Astolfo Zingaro, Dominique Fajeau, Thibaut de Reimpré, Jean-Louis Bentajou, François-Xavier Fagniez) Galerie Anima, Atelier d’art contemporain, 09210 Lézat-sur-Lèze

## Musées
- Musée d'Art moderne de Paris
- Kunsthaus de Zurich
- Musées royaux de Belgique
- Musée de Grenoble
- Musée d'Arts de Nantes
- Chambre de commerce de Toulouse
- Musée des Augustins de Toulouse
- Musée de Verviers (Belgique)
- Musée du vitrail de Strasbourg
- Fonds régional d'art contemporain de Midi-Pyrénées (Musée des Abattoirs)
- Fondation Belgacom de Bruxelles
- Abbaye de Beaulieu-en-Rouergue
- Musée national des beaux-arts du Québec[43]
- Musée de Cholet
- Musée du Niel